# 5219 Zemka
5219 Zemka (1976 GU3) là một tiểu hành tinh vành đai chính được phát hiện ngày 2 tháng 4 năm 1976 bởi N. S. Chernykh ở Đài vật lý thiên văn Crimean.